# Bhonsle (pel·lícula)
Bhonsle (hindi ভোঁসলে) és una pel·lícula dramàtica en hindi del 2020 escrita i dirigida per Devashish Makhija i coproduïda per Piiyush Singh. La pel·lícula és protagonitzada per Manoj Bajpayee en el paper principal: un oficial de policia retirat de Bombai que es fa amistat amb una noia del nord de l'Índia i el seu germà, que són els objectius dels polítics locals entre altres migrants. La seva primera projecció es va presentar al 71è Festival Internacional de Cinema de Canes.
Bhonsle fou estrenada a la secció 'A Window on Asian Cinema' del Festival Internacional de Cinema de Busan de 2018 i també es va projectar a la secció no competitiva India Story al Festival de cinema MAMI, el Festival Internacional de Cinema de Dharamshala de 2018, al Festival Internacional de Cinema de Rotterdam de 2019, al Festival Internacional de Cinema de Bengaluru iael festival de cinema del sud d'Àsia de Singapur. Va guanyar el premi al millor guió i millor director a l'Asian Film Festival Barcelona. Fou estrenada a Sony LIV el 26 de juny de 2020.

## Argument
L'agent Bhonsle es retira de la policia de Bombai per viure en un chawl (un petit bloc d'apartaments per a treballadors de fàbriques) en ruïnes. De tant en tant es reuneix amb el seu antic superior per ampliar el seu servei. Es mostra preparant un ídol per al festival Ganesh Chaturthi de deu dies.
El taxista sense llar, Vilas, és un militant de base d'un partit polític local que defensa la identitat cultural local i culpa els migrants del nord de l'Índia per haver acceptat feines locals. Sovint entra en conflictes amb Rajendra, que vol liderar els migrants. Vilas connecta i uneix a locals influents per afirmar la seva identitat. Bhonsle és respectat a la comunitat, però es nega a unir-se a Vilas.
La Sita i el seu germà adolescent Lalu es muden al costat de Bhonsle. Lalu es nega a unir-se a la colla de Rajendra, però una nit és enganyat per destrossar la cartellera del partit polític de Vilas. L'endemà en Vilas està enfadat i en Lalu s'espanta. Després de confessar a la Sita, informen en Bhonsle que els avisa que li dirà a la policia si torna a passar.
Uns dies més tard, hi ha una gran processó per Ganesh Chaturthi que implica tots els del chawl. Bhonsle es tanca a la seva habitació per la seva mala salut. Lalu reuneix els seus veïns per portar-lo a l'hospital on treballa la Sita, i ella el cuida. Ella també s'ocupa de la paperassa a la seva donació d'alta, i se li fa un descompte en el supòsit de ser membre de la seva família. Bhonsle crea un vincle amb els germans i ajuda a Lalu a pintar secretament la cartellera. Sita rep les proves mèdiques de Bhonsle i li informa que té un tumor cerebral terminal. Havent adquirit els subministraments per arreglar la cartellera, Vilas s'emporta el mèrit quan la troba repintada al matí. Bhonsle exposa la seva mentida, i Vilas s'humilia perquè Bhonsle pren costat dels migrants en lloc del seu.
A Bhonsle se li trenca el cor quan l'informen que la seva extensió de servei amb la policia està condicionada a una revisió mèdica. Quan la Sita torna del seu torn de nit, Vilas la segresta i després la viola. Bhonsle troba la Sita molt ferida i s'enfronta a Vilas, trobant taques de sang al seu taxi. Els dos es barallen i tots dos resulten ferits mortalment, mentre que l'últim dia del Ganesh Chaturthi l'ídol s'enfonsa a l'oceà.

## Repartiment
- Manoj Bajpayee - Ganpath Bhonsle
- Santosh Juvekar - Vilas
- Ipshita Chakraborty Singh - Sita
- Virat Vaibhav - Lalu
- Abhishek Banerjee - Rajendra
- Rajendra Sisadkar - Talpade
- Kailash Waghmare - Sawant
- Shrikant Yadav - Mhatre
- Neetu Pande - Mrs. Jha
- Dev Mehta - Ismail

## Producció
Makhija va començar a escriure el guió de Bhonsle el 2011 i el va completar el 2015, però no va poder guanyarxd l'interès dels productors. El 2016, Makhija va dirigir un curtmetratge d'11 minuts titulat Taandav protagonitzat per Manoj Bajpayee, sobre un cap de policia que esclata en un ball per fer front a les tensions de la seva vida. Bajpayee li havia suggerit que fes un curt "per demostrar que podien dur a terme la idea". Makhija va dir que va fer el curt perquè no era capaç de fer Bhonsle. Va dir que l'objectiu del curt era "mostrar al món que una pel·lícula sobre un havaldar (conestable) podria ser interessant". Makhija es va inspirar per als gestos de Bhonsale en el seu pare, que s'havia convertit en "una altra cosa" després que Makhija marxés a Bombai des de la seva ciutat natal Kolkata. El guió va ser seleccionat per la National Film Development Corporation of India per al seu esdeveniment, Film Bazaar el 2016.
La fotografia principal de la pel·lícula va començar el 21 d'octubre de 2017. L'escena del festival Ganpati es va rodar durant dos dies a Bombai a l'agost, formant un teló de fons a la pel·lícula. Per a la fotografia de rodatge del dia de la immersió de Ganpati, Bajpayee es va col·locar entre la multitud de 70.000 persones. L'escena va necessitar sis repeticions per completar-se i durant el rodatge ningú va reconèixer Bajpayee. El rodatge es va completar a finals de desembre de 2017. Es van rodar diverses escenes en espais estrets tancats, ja que Makhija volia "crear una sensació d'ofec".

## Recepció
Deborah Young de The Hollywood Reporter va elogiar l'actuació de Bajpayee a la pel·lícula i va dir que el seu "ermità jubilat sorgeix com un heroi de parla tranquila que s'oposa a l'odi racista que l'envolta amb un menyspreu genial". Va sentir que la pel·lícula "genera bé la tensió a mesura que avança", però va qualificar la seva primera meitat de "càstig". Anupam Kant Verma de Firstpost va escriure: "A la peculiar barreja de competència tècnica i ritmes poètics de Makhija, Bajpayee aporta la gravetat i la moderació magistral que arrossega la imaginació del director en el moment en què amenaça d'allunyar-se, de fet, harmonitzant l'experiència de la pel·lícula." J. Hurtado de Screen Anarchy va escriure: "És una pel·lícula excepcional reforçada per una actuació gairebé silenciosa de Manoj Bajpayee, un dels millors actors de l'Índia, que també va intervenir en la producció de la pel·lícula quan les coses es veien greus durant la producció". També la va incloure a la seva llista de les 14 pel·lícules índies preferides del 2018.

## Premis
| Premi                         | Data de cerimònia      | Categoria                                   | Receptor(s)                                          | Resultat  | Ref.   |
| ----------------------------- | ---------------------- | ------------------------------------------- | ---------------------------------------------------- | --------- | ------ |
| Asia Pacific Screen Awards    | 21 de novembre de 2019 | Premi UNESCO                                | Devashish Makhija                                    | Nominat   | [ 18 ] |
| Asia Pacific Screen Awards    | 21 de novembre de 2019 | Millor actor                                | Manoj Bajpayee                                       | Guanyador | [ 18 ] |
| Asian Film Festival Barcelona | 10 de novembre de 2019 | Millor pel·lícula                           | Devashish Makhija                                    | Nominat   | [ 19 ] |
| Asian Film Festival Barcelona | 10 de novembre de 2019 | Millor director                             | Devashish Makhija                                    | Guanyador | [ 19 ] |
| Asian Film Festival Barcelona | 10 de novembre de 2019 | Millor guió                                 | Devashish Makhija, Sharanya Rajgopal i Mirat Trivedi | Guanyador | [ 19 ] |
| Premis Filmfare OTT           | 19 de desembre de 2020 | Millor pel·lícula - web original            | Bhonsle                                              | Nominat   | [ 20 ] |
| Premis Filmfare OTT           | 19 de desembre de 2020 | Millor actor en una pel·lícula web original | Manoj Bajpayee                                       | Nominat   | [ 20 ] |
| FOI Online Awards             | 31 de gener de 2021    | Millor actor protagonista                   | Manoj Bajpayee                                       | Guanyador | [ 21 ] |
| National Film Awards          | 22 de març de 2021     | Millor actor                                | Manoj Bajpayee                                       | Guanyador | [ 22 ] |